# Biphyllus euphorbiae
Biphyllus euphorbiae is een keversoort uit de familie houtskoolzwamkevers (Biphyllidae). De wetenschappelijke naam van de soort werd in 1923 gepubliceerd door Paul de Peyerimhoff de Fontenelle.